# NGC 6016
NGC 6016 ist eine 14,4 mag helle Spiralgalaxie vom Hubble-Typ Sc im Sternbild Nördliche Krone. Sie ist schätzungsweise 299 Millionen Lichtjahre von der Milchstraße entfernt und hat einen Durchmesser von etwa 85.000 Lj.
Das Objekt wurde am 28. Juni 1864 von Albert Marth entdeckt.